# Jan Malypetr
Jan Malypetr (21 de dezembro de 1873 em Klobuky, Distrito de Kladno — 27 de setembro de 1947, em Slaný) foi um político checoslovaco.

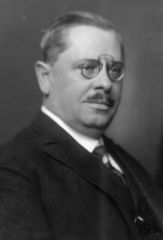
Jan Malypetr

Membro do Partido Agrário, foi Ministro do Interior, e Presidente da Câmara dos Deputados a partir de 17 de dezembro de 1925 a 29 de outubro de 1932 e entre 5 de novembro de 1935 a 1939.
Em 1932, foi eleito primeiro-ministro e liderou três governos sucessivos. Em particular, na eliminação das consequências da crise econômica mundial, foi muito bem sucedido.